# Tiradito
El tiradito es un plato peruano de pescado crudo, cortado en forma de sashimi y de aspecto similar al carpaccio, en una salsa picante fría y ácida. Es un plato representativo de la cocina nikkei, que refleja la influencia de los inmigrantes japoneses sobre la cocina peruana, y aunque comparte con el ceviche la «cocción» en jugo de limón difiere de éste en la forma de cortar el pescado y la ausencia de cebolla.
Algunas de las variedades más populares combinan el zumo de limón con una crema de ají amarillo (quedando de color amarillo), de rocoto (quedando de color rojo), con las dos cremas mencionadas a la vez, de aceitunas negras (quedando de color morado y llamado tiradito al olivo). Son acompañamiento comunes trozos de camote cocido y choclo desgranado. Versiones más elaboradas pueden incluir ingredientes tales como pulpo, vieira o una rápida cocción del pescado.